# Аї-Аїс-Ріхтерсвелд
Транскордонний парк Аї-Аїс-Ріхтерсвелд — область надвисокої біологічної різноманітності, починаючи від маленьких сукулентів до велетенських алое, від африканських диких кішок до антилоп і багато рідкісних видів птахів, ендемічних для регіону. Це — також одна з областей у південній Африці, де ще проживають групи кочових пастухів. Парк створено в 2003 р. по домовленості між Намібією і ПАР, скомбінувавши намібійський ǀAi-ǀAis Hot Springs Game Park і південно-африканський національний парк Richtersveld. Площа 6045 км2.
Природа області пристосована до посушливого клімату. Багато видів сконцентровані в щільнішій вегетації поблизу Помаранчевої Річки, у тому числі понад 50 видів ссавців і майже 200 видів птахів.
Кістки, знайдені в Kokerboomkloof, дозволяють стверджувати, що деякі з видів тварин, які зараз існують в регіоні, як наприклад спрінгбок, зебри і кліпспригер, мешкали тут понад 4 тис. років тому. Область також відома великою різноманітністю ящірок і змій.

## Ресурси Інтернету
- Вікісховище має мультимедійні дані за темою: Аї-Аїс-Ріхтерсвелд
- Official homepage [Архівовано 9 лютого 2014 у Wayback Machine.] at South African National Parks
- Ministry of Environment and Tourism (Namibia) homepage